# Forêt Baram
La Forêt Baram (en hébreu: יער ברעם - yaar baram) est une forêt artificielle fixée au nord d'Israël.

## Description géographique
La Forêt Baram s'étend sur les hautes collines septentrionales de la Haute Galilée, sur les pentes abruptes qui descendent vers le Nahal Dishon depuis ses deux rives, dans les régions de Baram, Yaron, Avivim et Kerem Ben Zimra. Dans la partie septentrionale, la forêt borde la route du nord, jusqu'à la frontière avec le Liban. La forêt de Baram couvre environ 10 000 dounams. Elle est deux fois moins étendue que la forêt de Biriya, également située en Haute Galilée et qui est la plus grande de toutes les forêts de la Galilée. La forêt est proche du mont Méron, qui est le sommet de toute la Galilée, et le plateau du Golan y est visible. Elle a été aménagée sur les pentes de basses montagnes dont le mont Alma et le mont Puah. La rivière Dishon y écoule ses eaux dans une vallée pittoresque et très boisée bien que son lit soit régulièrement à sec à chaque période estivale.
La forêt, qui est l'une des plus jeunes forêts d'Israël, a été fixée en 1950. Par la suite, elle  a bénéficié d'une extension qui s'est étalée sur une dizaine d'années, entre 1955 et 1965. C'est une forêt de  conifères, essentiellement composée de pins de Jérusalem et de pins de Calabre. En 1992, à la suite d'un hiver rude et neigeux, des arbres  ont été détruits par les morsures de la neige. Par la suite, d'autres essences plus résistantes au froid ont été introduites comme les cyprès et d'autres pins. Quelques  cèdres de l'Atlas ont été fixés au milieu de bosquets de la forêt. 
Comme nombre de forêts artificiellement implantées en Israël depuis l'indépendance du pays, la Forêt Baram constitue un espace de loisirs, de détente et de découverte et offre de beaux points de vue panoramiques sur les monts de Nephtali, étant située à 505 mètres d'altitude. 
Tout comme la majorité des forêts du pays, elle a été plantée par le Fonds national juif, qui continue de l'entretenir. Cette forêt de résineux a été  plantée par le Keren Kayemeth Leisraël à partir de  de l'année 1950, grâce aux contributions du KKL d'Italie.

## Galerie

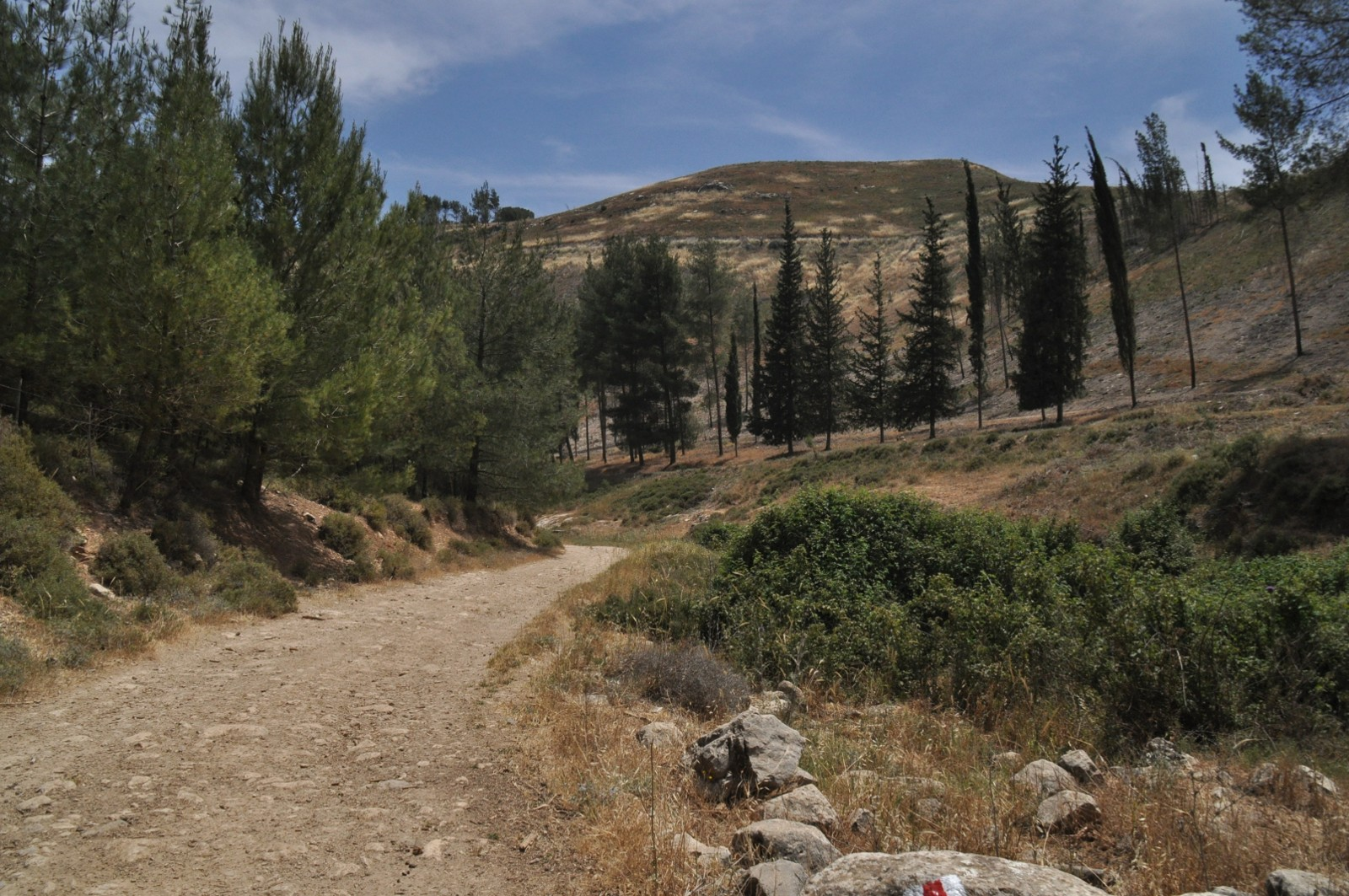
La Forêt Baram est une forêt de résineux dont des cyprès.

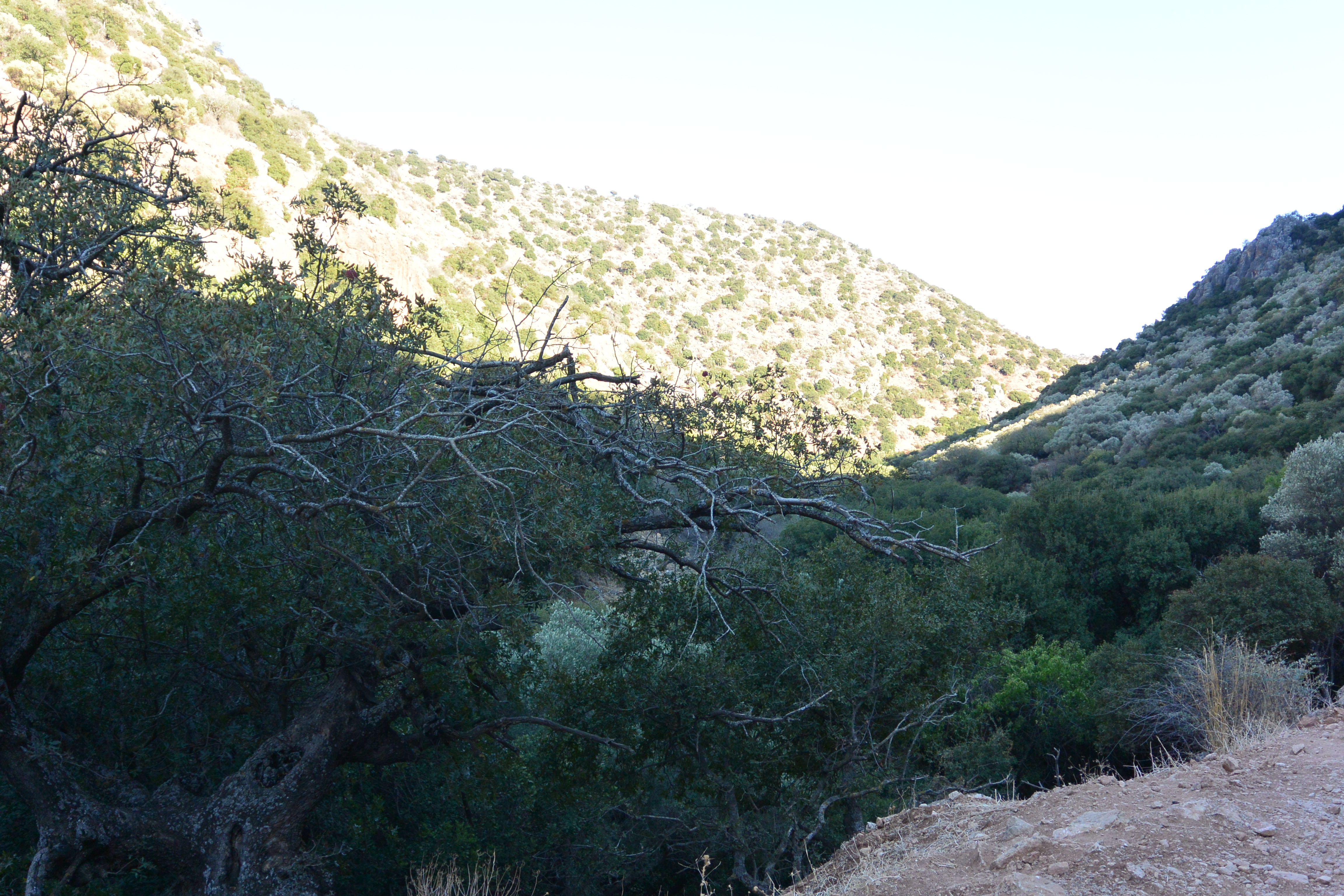
La Forêt Baram s'étend sur les deux pentes du lit du Nahal Dishon.